# Jastrzębna (gromada)
Jastrzębna – dawna gromada, czyli najmniejsza jednostka podziału terytorialnego Polskiej Rzeczypospolitej Ludowej w latach 1954–1972.
Gromady, z gromadzkimi radami narodowymi (GRN) jako organami władzy najniższego stopnia na wsi, funkcjonowały od reformy reorganizującej administrację wiejską przeprowadzonej jesienią 1954 do momentu ich zniesienia z dniem 1 stycznia 1973, tym samym wypierając organizację gminną w latach 1954–1972.
Gromadę Jastrzębna z siedzibą GRN w Jastrzębnej II utworzono – jako jedną z 8759 gromad – w powiecie augustowskim w woj. białostockim, na mocy uchwały nr 10/V WRN w Białymstoku z dnia 4 października 1954. W skład jednostki weszły obszary dotychczasowych gromad Jastrzębna I, Jastrzębna II, Ostrowie i Hruskie ze zniesionej gminy Lipsk w tymże powiecie. Dla gromady ustalono 11 członków gromadzkiej rady narodowej.
1 stycznia 1956 roku gromadę przyłączono do nowo utworzonego powiatu dąbrowskiego, lecz rozporządzeniem Rady Ministrów z 25 maja 1956 praktycznie wycofano ten manwer, włączają gromadę Jastrzębna z powrotem do powiatu augustowskiego – paragraf 1 rozporządzenia, dotyczący gromady Jastrzębna, wszedł w życie z dniem ogłoszenia (25 maja) z mocą od 1 stycznia 1956, a więc retroaktywnie.
Gromadę Jastrzębna zniesiono 31 grudnia 1961, a jej obszar włączono do gromady Krasnybór.